# Marilleva
Marilleva is een plaats (frazione) in de Italiaanse gemeente Mezzana (TN). De plaats bestaat uit twee kernen, Marilliva 900 en Marilleva 1400 op 900 resp. 1400 meter boven zeeniveau.

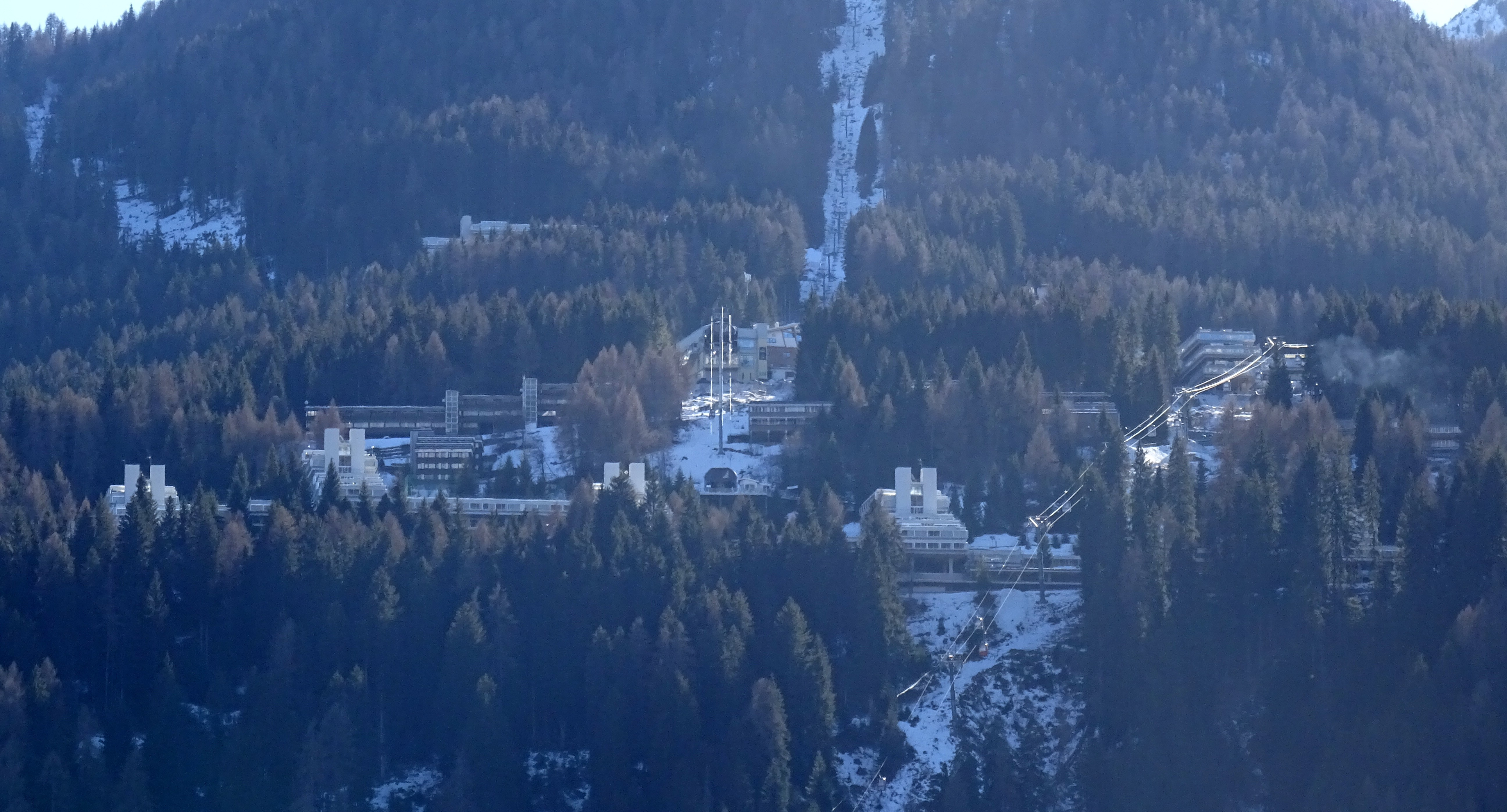
Marilleva 1400
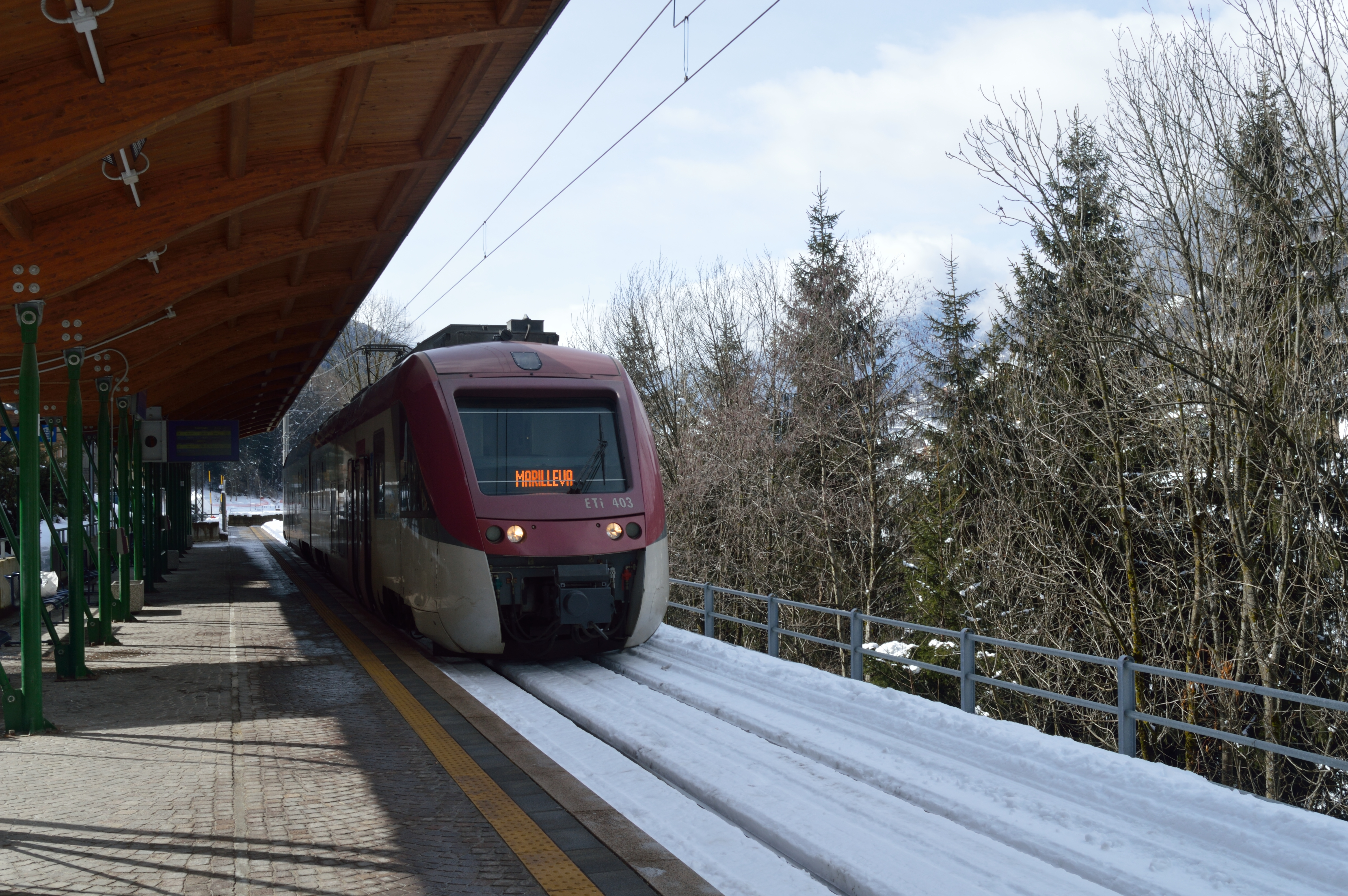
Treinstation in Marilleva 900